# Vidochov
Vidochov (německy Widach) je obec v okrese Jičín v Královéhradeckém kraji. Žije v ní 361 obyvatel.

## Historie
První písemná zmínka o původně české obci pochází z roku 1386. Po třicetileté válce byla dosídlena německými osadníky. Za Protektorátu byla součástí Německa, okresu Vrchlabí.

## Obyvatelstvo
| Rok            | 1869  | 1880  | 1890  | 1900  | 1910  | 1921  | 1930  | 1950 | 1961 | 1970 | 1980 | 1991 | 2001 | 2011 | 2021 |
| -------------- | ----- | ----- | ----- | ----- | ----- | ----- | ----- | ---- | ---- | ---- | ---- | ---- | ---- | ---- | ---- |
| Počet obyvatel | 1 449 | 1 396 | 1 396 | 1 279 | 1 261 | 1 032 | 1 032 | 575  | 546  | 470  | 394  | 347  | 342  | 357  | 340  |
| Počet domů     | 198   | 191   | 201   | 209   | 207   | 197   | 204   | 177  | 139  | 126  | 107  | 97   | 172  | 190  | 185  |

## Obecní správa

### Části obce
- Stupná
- Vidochov

### Obecní symboly
Znak a vlajka byly obci uděleny rozhodnutím předsedy Poslanecké sněmovny Parlamentu České republiky dne 17. června 2009.

## Pamětihodnosti
- Kostel svatých Andělů strážných
- Kovárna
- Kaple Panny Marie a Křížová cesta na Zlatnici
- Rozhledna Kozinec

## Galerie

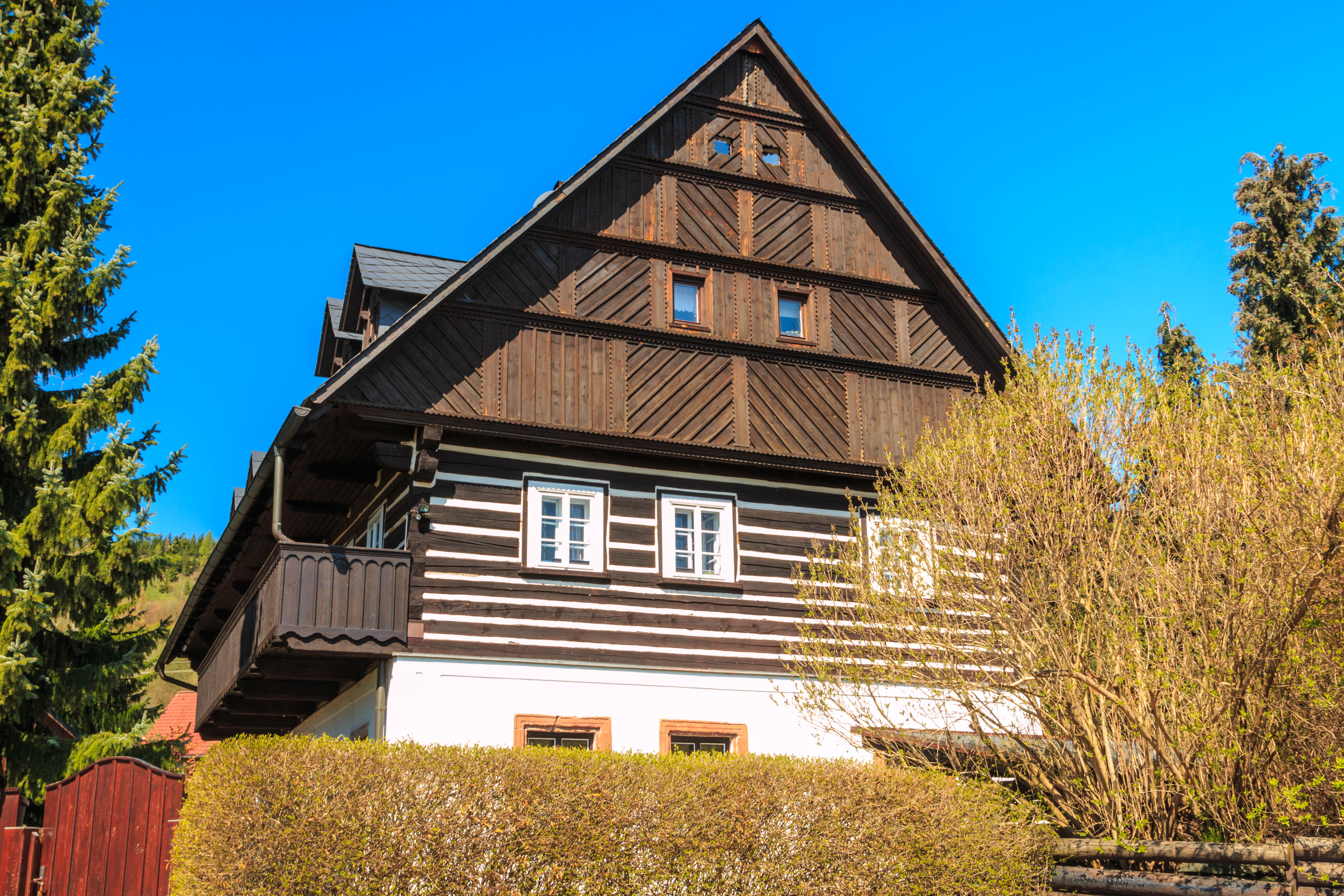
Dům čp. 4
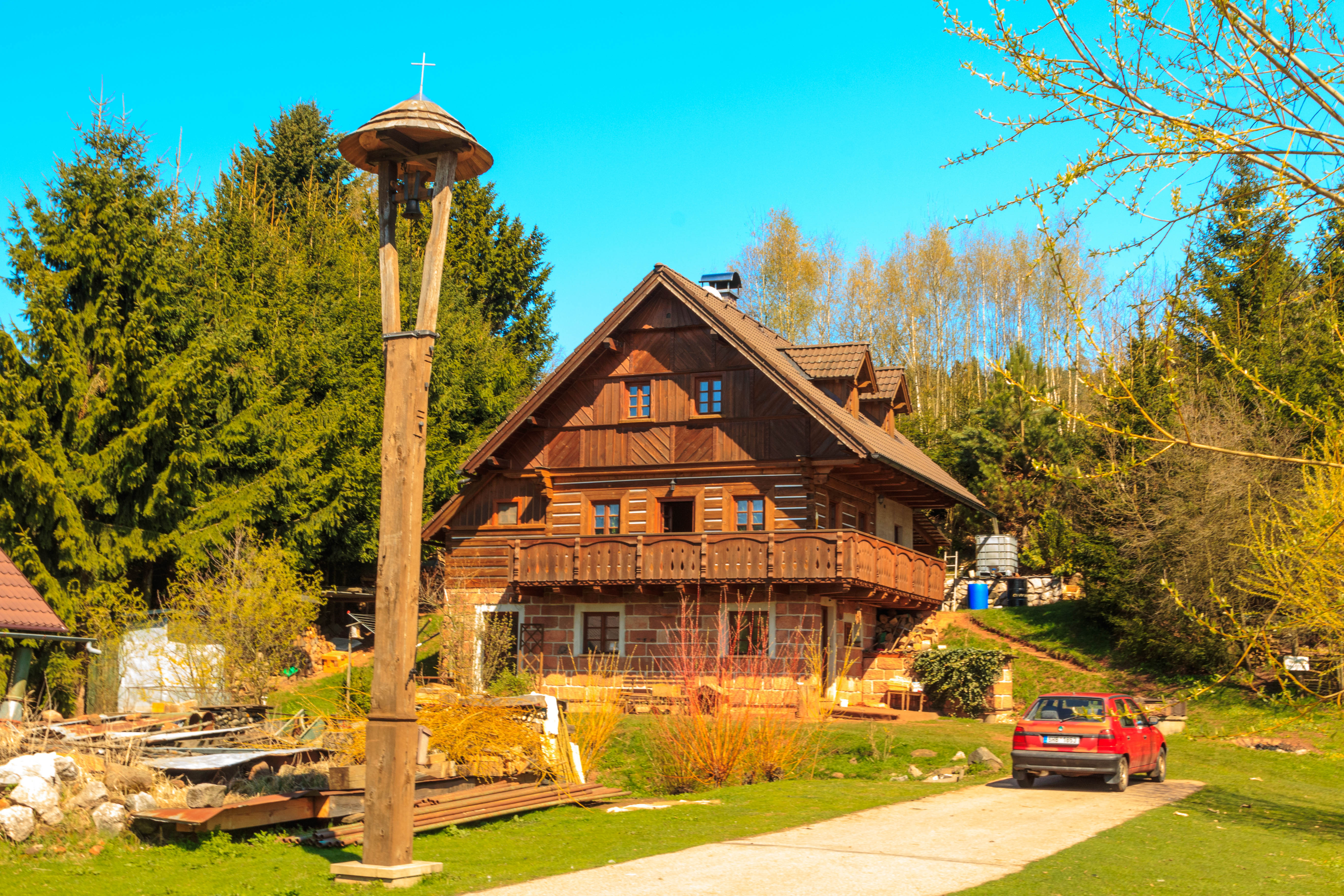
Dům čp. 69
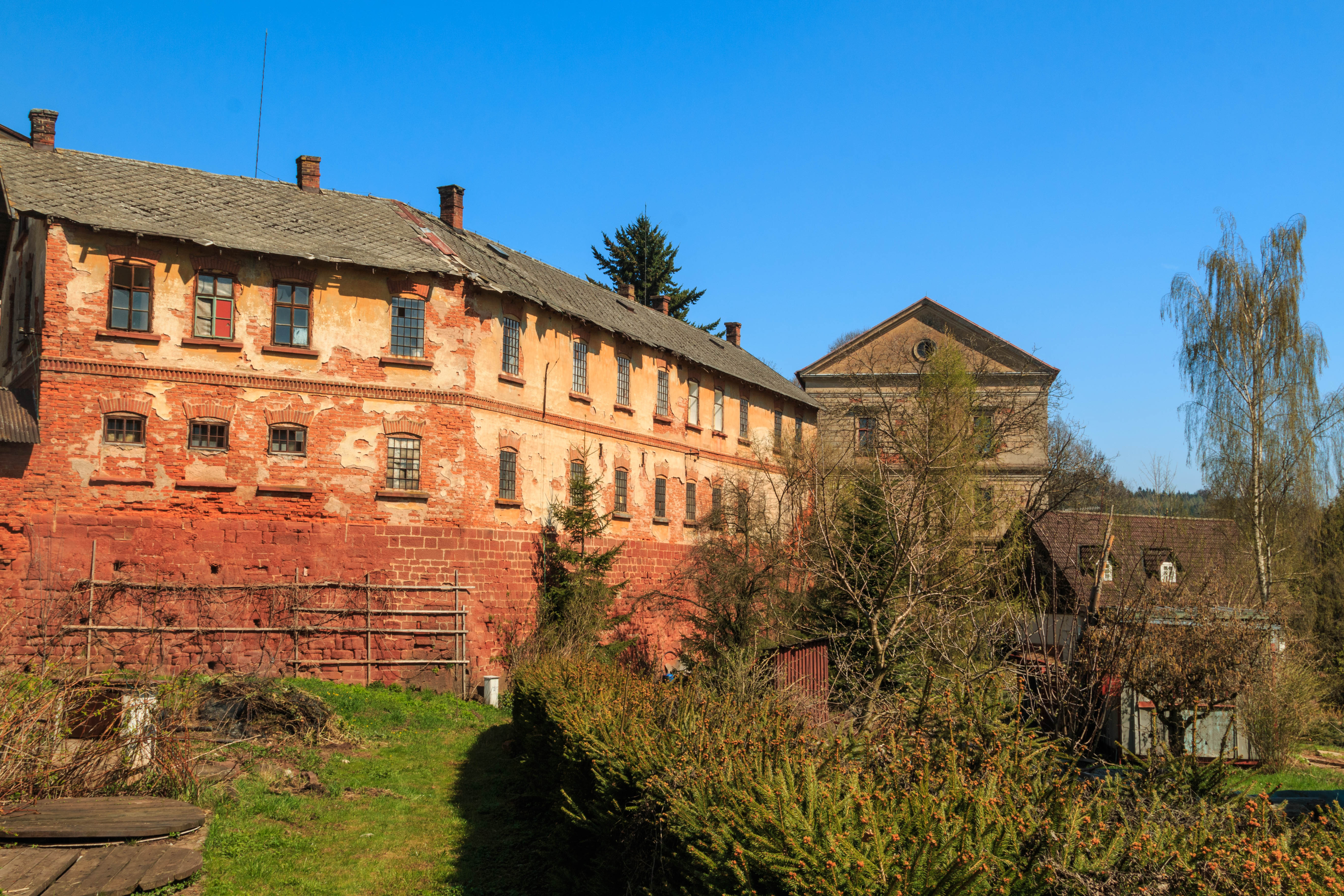
Dům čp. 17
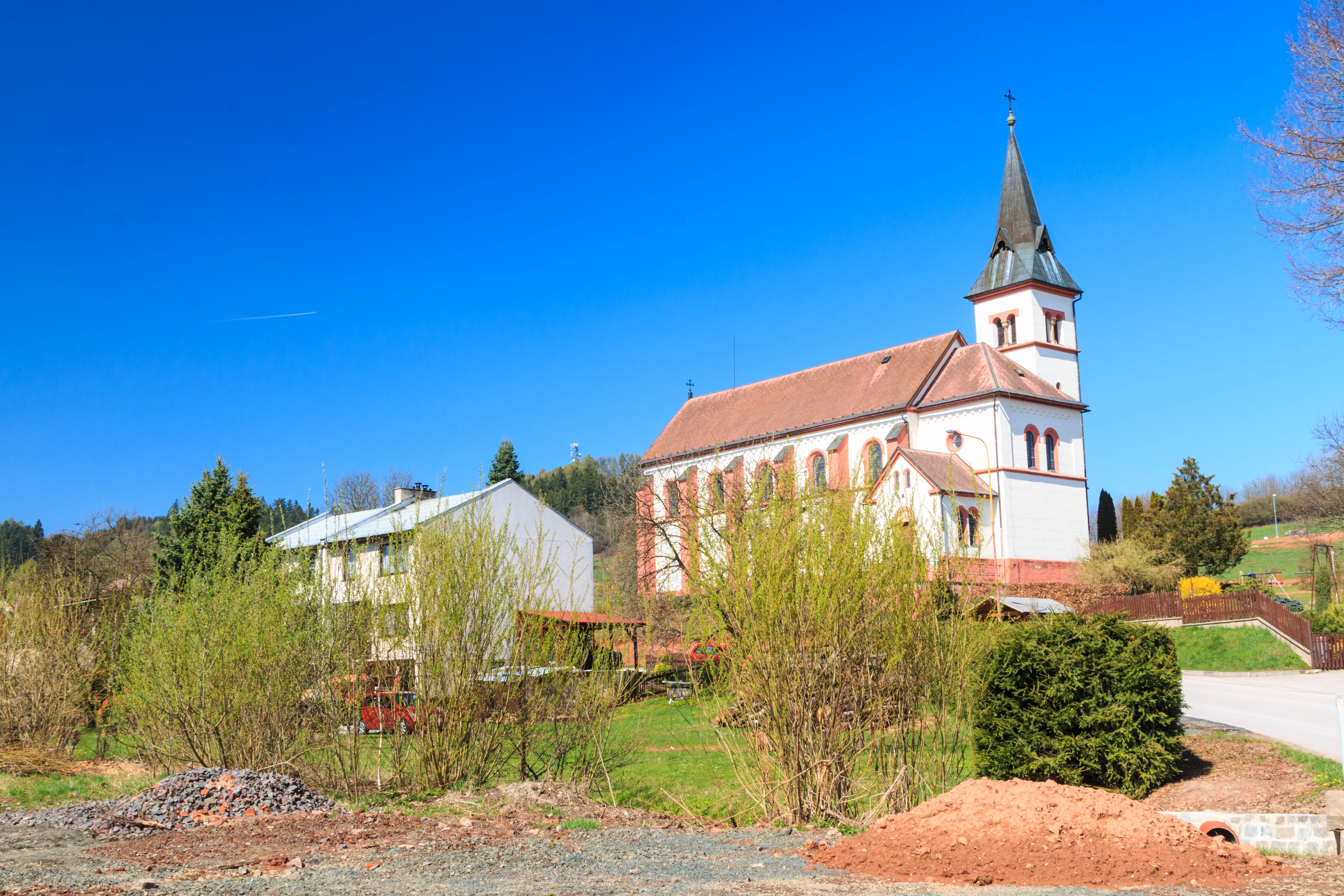
Kostel sv. Andělů strážných
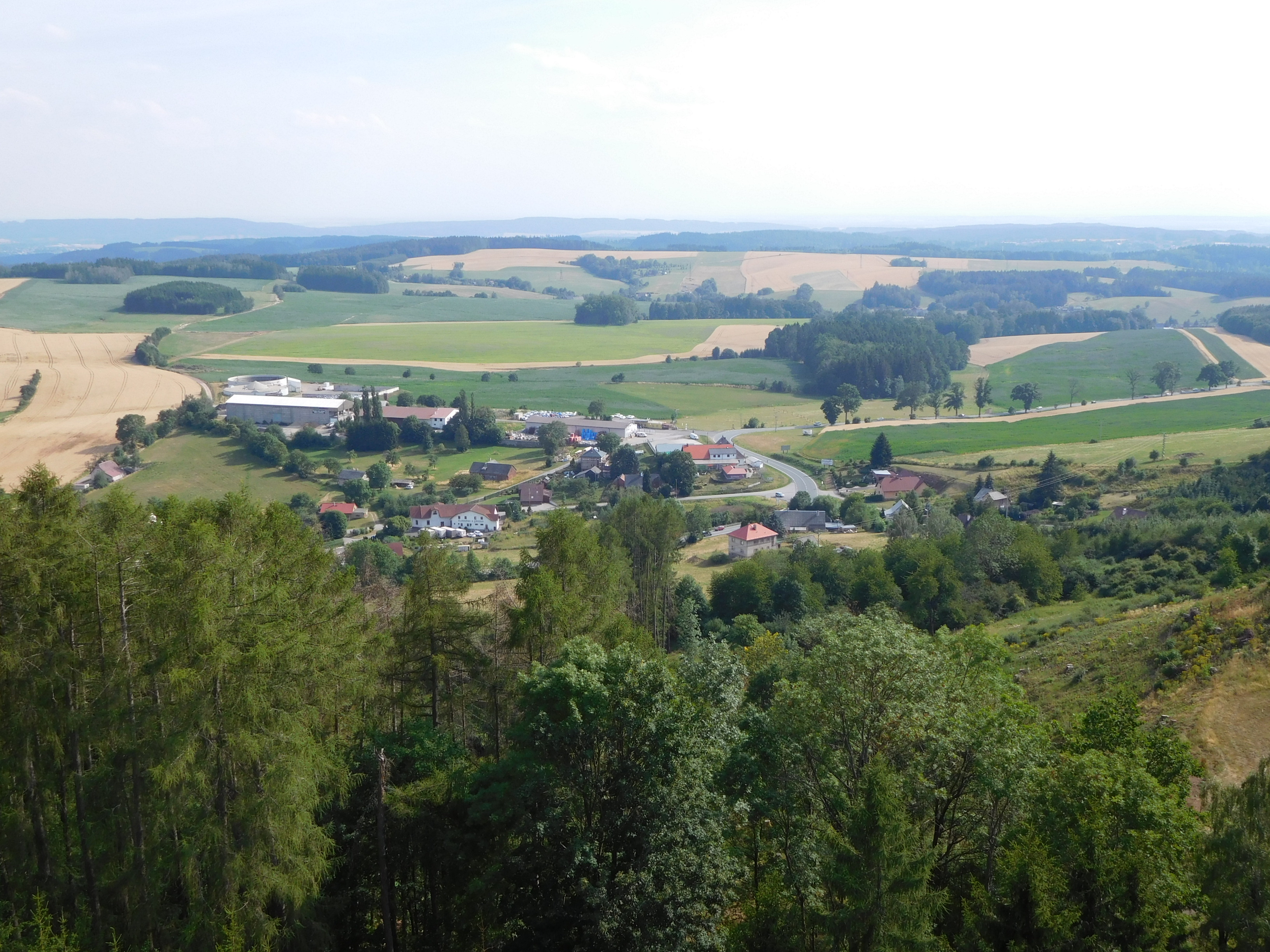
Celkový pohled z vrchu Kozinec